# مونتشي كايوكس
مونتشي كايوكس (بالفرنسية: Monchy-Cayeux)‏ هي بلدية تقع في إقليم باد كاليه من منطقة نور با دو كاليه في شمال فرنسا. تبلغ مساحة هذه المدينة 6.22 (كم²)، وترتفع عن سطح البحر 68 م، يبلغ عدد سكانها 290 نسمة حسب إحصاء المعهد الوطني للإحصاء والدراسات الاقتصادية سنة 2009 م. وترأس Claude Hoguet البلدية خلال فترة (2008-2014).